# Campionati italiani estivi di nuoto 1925
I ventitreesimi campionati italiani assoluti di nuoto si sono svolti a Pusiano dove è stato allestito un "campo" a lago da 50 metri dal 15 al 16 agosto 1925. In questa edizione ci furono gli esordi delle gare 100m dorso e 200m rana femminili.

## Podi

### Uomini
| Evento               | Oro                                                                             | Tempo    | Argento | Tempo | Bronzo | Tempo |
| Stile libero         |                                                                                 |          |         |       |        |       |
| 100 m                | Emilio Polli                                                                    | -        |         |       |        |       |
| 400 m                | Renato Bacigalupo                                                               | 5'53"60  |         |       |        | -     |
| 1500 m               | Renato Bacigalupo                                                               | 23'48"80 |         |       |        |       |
| Dorso                |                                                                                 |          |         |       |        |       |
| 100 m                | Emilio Polli                                                                    | 1'28"00  |         |       |        | -     |
| Rana                 |                                                                                 |          |         |       |        |       |
| 200 m                | -                                                                               | -        |         |       |        |       |
| Staffette            |                                                                                 |          |         |       |        |       |
| 4x200 m stile libero | Triestina Nuoto Antonio Quarantotto Gianni Tausani Bruno Parenzan Furio Blasich | 11'20"00 |         |       |        |       |

### Donne
| Evento       | Oro          | Tempo   | Argento | Tempo | Bronzo | Tempo |
| Stile libero |              |         |         |       |        |       |
| 100 m        | -            | -       |         |       |        |       |
| Dorso        |              |         |         |       |        |       |
| 100 m        | Maria Bravin | 2'10"00 |         |       |        | -     |
| Rana         |              |         |         |       |        |       |
| 200 m        | -            | -       |         |       |        |       |